# Хесс, Дэвид (бейсболист)
Дэвид Джеймс Хесс (англ. David James Hess, 10 июля 1993, Таллахома) — американский бейсболист, питчер клуба МЛБ «Балтимор Ориолс».

## Карьера
После окончания школы Дэвид поступил в Технологический университет Теннесси, где играл в бейсбол за студенческую команду. Он был выбран «Балтимором» на драфте МЛБ 2014 года в пятом раунде. В профессиональном бейсболе Хесс дебютировал в составе «Делмарва Шорбёрдз», а первый полный сезон в 2015 году начал в команде «Фредерик Киз». По ходу сезона его перевели в AA-лигу в «Боуи Бэйсокс», в составе которых Дэвид стал победителем чемпионата Восточной лиги. Следующие два сезона он также провёл в «Боуи», сумев после неудач 2016 года улучшить свою игру. В конце 2017 года «Ориолс» включили его в расширенный состав, защитив от выбора на драфте по правилу 5.
Начало чемпионата 2018 года Дэвид провёл в AAA-лиге в составе «Норфолк Тайдс», где в четырёх играх в стартовом составе его ERA составил 1,02. После неудачной игры питчеров «Ориолс» на старте сезона, Хесс был вызван в основной состав и 12 мая дебютировал в МЛБ в игре против «Тампа-Бэй Рейс», показав качественный старт. Действиями новичка остался доволен главный тренер команды Бак Шоуолтер.